# Albrecht Wezler
Albrecht Wezler (* 2. März 1938 in München; † 11. April 2023) war ein deutscher Indologe und Hochschullehrer.

## Leben
Nach der Promotion zum Dr. phil. in Tübingen 1965 und der Habilitation an der Universität Tübingen lehrte er von 1973 bis 2003 als Professor für Indologie in Hamburg. Von 1982 bis 2004 war Wezler Direktor des Nepal Research Centre in Kathmandu. Im Rahmen des nepalesisch-deutschen Manuskriptkatalogisierungsprojektes NGMCP (The Nepalese-German Manuscript Cataloguing Project), gestartet im April 2002, wurde an der Universität Hamburg ein umfassender beschreibender Katalog der mehr als 180.000 nepalesischen Handschriften, die im Rahmen des nepalesisch-deutschen Handschriftenerhaltungsprojekts mikroverfilmt wurden, erstellt.

## Auszeichnung
2001 erhielt Wezler den Max-Planck-Preis für seine herausragende Forschung beim Handschriften-Projekt in Nepal.

## Schriften (Auswahl)
- Paribhāṣā IV, V und XV. Untersuchungen zur Geschichte der einheimischen indischen grammatischen Scholastik. Berlin 1969, OCLC 282851.
- Bestimmung und Angabe der Funktion von Sekundär-Suffixen durch Pāṇini. Wiesbaden 1975, ISBN 3-515-02105-1.
- Die wahren „Speiseresteesser“. (Skt. vighasāśin). Mainz 1978, ISBN 3-515-02785-8.
- Bhṛṅgāra in Sanskrit literature. Aligarh 1987, OCLC 21047182.